# Vukovarski vodotoranj
Vukovarski vodotoranj je građevina u Vukovaru, simbol stradanja grada i otpora kojeg je pružao tijekom Domovinskog rata. 

## Povijest
Vukovarski vodotoranj počeo se graditi 1962. godine, a proradio je kao vodospremnik početkom 1968. godine. 
Građen je kao zamjena za dotadašnji vodotoranj u središtu grada (pokraj Hotela Dunav, na današnjem Trgu Republike Hrvatske), koji nije bio dovoljnog kapaciteta za sve veće potrebe grada koji se širio. 
Vodotoranj, državni projekt, osmišljen je kao regulator opskrbe vodom područja naselja Borovo, Vukovar i Vinkovci. Studije i projekti povjereni su skupini stručnjaka iz zagrebačkog "Hidro projekta", na čijem je čelu bio Aleksandar Rose, rođeni Vukovarac. 
U grupi je bio i Matej Meštrić, čije je idejno rješenje pobijedilo. 
Projektanti vodotornja su arhitekti Petar Kušan i Sergej Kolobov, prema projektnoj ideji izgradnje vodovodne mreže Alexandra Rosea.
Visok je 50 metara, imao je na vrhu spremnik za vodu kapaciteta 2200 m3, njegova ukupna masa s punim rezervoarom je 9000 tona, a temelji su promjera 21 m, građeni na naslagama lesa, mase 3000 tona. Radove je izvodila zagrebačka tvrtka "Hidrotehna". 
Do vodotornja stiže pročišćena dunavska voda iz uređaja za pročišćavanje u Borovu naselju. Visokotlačne crpke tjeraju vodu četiri kilometra 300 litara u sekundi.
Izgrađen je u tadašnjem gradskom perivoju i izletištu tzv. "Najpar-bašči", na ulazu u vukovarsko gradsko naselje Mitnicu.
U vrijeme gradnje, s kapacitetom rezervoara od 2200 kubnih metara, bio je među najvećim građevinama te vrste u Europi. Na vrhu bio je restoran-vidikovac, kavana "Vodotoranj", iz kojega se vidio Vukovar, Dunav i okolica. Restoran je zatvoren 1970. godine, a nakon toga u tornju je računovodstvo Vodovoda.

### Vodotoranj uDomovinskome ratu
Godine 1991. vodotoranj su, tijekom bitke za Vukovar, teško oštetile srpske snage. Primio je oko 640 neprijateljskih projektila i postao je simbol stradanja i otpora grada. Tijekom opsade grada, tada 23-godišnji, Ivica Ivanika s Mitnice prvi je stavio te je uvijek iznova, pod granatama, na vodotoranj dizao hrvatsku zastavu, a kasnije je s njim išao i Hrvoje Džalto.

### Planovi konzervacije
Planovi za Vodotoranj kao simbolu Vukovara bili su: izvana konzervacija, unutrašnjost uređena u funkciji života, budućnosti. Također planovi su bili i: pri vrhu tornja, restoran i vidikovac s rotirajućom plohom usmjeravajući pogled na Dunav i Vukovar, te prema Osijeku, Iloku i Bačkoj u Vojvodini.

### Obnovljeni vodotoranj
Za idejno rješenje memorijala “Vodotornja koji se odbio srušiti”, tvrtka Radionica arhitekture iz Zagreba osvojila je prvu nagradu. 
“Uspravljen i pun rana izgledao je kao hrast čije su deblo izudarale munje, a grane lomio vjetar. U nekim drugim krajevima ljudi se poistovjećuju s bambusom. Orkanski vjetar ga povija, ali kad utihne, bambus se uspravi i mirno živi dalje. Ali mi nismo iz tih krajeva i ne namjeravamo se promijeniti. Naš znak je ovaj hrast, na ovoj našoj zemlji, prkosan i nesavitljiv. Naš znak je ovaj izranjavani Vodotoranj”, 
napisali su autori nagrađenog rješenja. Rupe od projektila neće se sanirati, bit će vidljive iza staklenih stijena, kao trajni spomen na razaranja. 
Obnovljeni vodotoranj svečano je otvoren 30. listopada 2020. godine, a dan kasnije za javnost.
Vukovarskim vodotornjem upravlja istoimena gradska tvrtka. Objekt Vodotornja sadrži memorijalne stube, memorijalnu sobu i vidikovac te se u njemu u istome trenutku može nalaziti najviše 70 osoba. U prizemlju pokraj Vodotornja nalazi se amfiteatar sa 100 sjedećih mjesta, dječje igralište i kafić, a izvršeni su i hortikulturalni zahvati oko prostora Vodotornja.
Dana 10. ožujka 2021. godine Vodotoranj je službeno postao članom Međunarodnog saveza velikih tornjeva (engl. WFGA, odn. World Federation of Great Towers).

## Vanjske poveznice
- Vukovarski vodotoranj (hrv.)/(engl.)
- Vukovarski vodotoranj – Nastanak i sudbina. Simbol snage i žilavosti Hrvatske, pripremio: Branko Nadilo, Građevinar, sv. 69, (2017.), broj 8, casopis-gradjevinar.hr
- Suzana Lepan, Vukovarski vodotoranj - simbol otpora, VP Magazin, broj 16., srpanj 2012.
- Vesna Pintarić, Vukovarski vodotoranj – simbol obrane, hrabrosti i zajedništva, hrvatski-vojnik.hr, broj 617, 13. studenoga 2020.